# Pierre Molinier
Pierre Molinier (Agen, 13 de abril de 1900 - Burdeos, 3 de marzo de 1976) fue un fotógrafo, pintor y poeta francés.
Nació el 13 de abril de 1900 en el seno de una familia de artesanos de Agen, su padre era pintor de «brocha gorda» y su madre costurera, con trece años comenzó a trabajar como aprendiz de pintura con su padre asistiendo por la tarde a clases de dibujo. En 1919 se trasladó a Burdeos y comenzó a trabajar por cuenta propia pintando edificios, actividad que desarrolló hasta 1960. 
Sus trabajos pictóricos entre 1920 y finales de la década de 1940 fueron figurativos y trataron temas clásicos de paisajes, retratos y naturalezas muertas, que podrían encuadrarse en un tipo de impresionismo en los paisajes y de expresionismo en los retratos. En 1951 presentó un trabajo a medio camino entre la figuración y la abstracción que provocó impacto en la burguesía de Burdeos y se calificó de indecente. Sin embargo envió una copia de su trabajo y de algunos de sus poemas a André Breton que los recibió con gran entusiasmo mostrando su apoyo y proponiéndole una exposición en París.
Sus autorretratos travestidos fueron una forma de experimentar la androginia, pero también le convierten en uno de los precursores del body art. La técnica que empleaba normalmente para realizar estos autorretratos era el fotomontaje combinando diferentes tomas parciales de su cuerpo. Su trabajo es bastante extenso y se estuvo exponiendo cada año en Burdeos durante su vida. Sin embargo, quizá no sea tan reconocido como otros fotógrafos de la época.
Se suicidó en Burdeos el 3 de marzo de 1976 mediante un disparo en la boca.